# Stazione di Lagonegro
La stazione di Lagonegro è la stazione terminale della linea Sicignano degli Alburni-Lagonegro, inutilizzata dal 1987 a causa della chiusura della linea. La stazione, che si trova a una distanza di circa 2 chilometri dal centro cittadino, era a servizio della città di Lagonegro, in provincia di Potenza.

## Storia

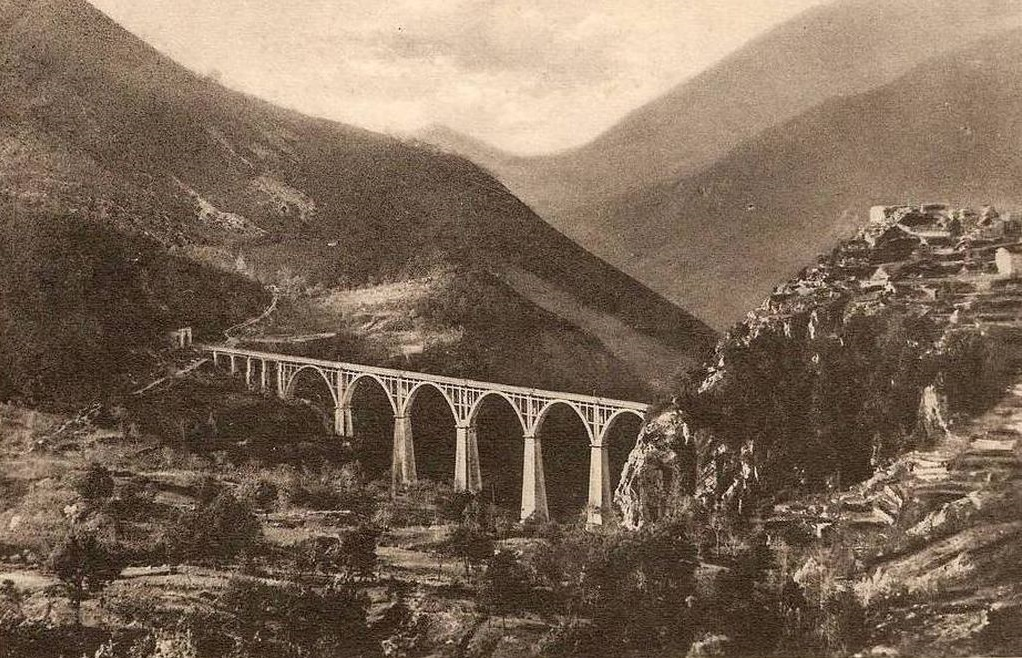
Antico viadotto FCL "Serra" negli anni '30

La stazione di Lagonegro venne inaugurata insieme al tratto finale della linea che proveniva da Sicignano degli Alburni il 25 maggio 1892. La particolarità di questa stazione è che questo impianto venne costruito di tipo passante, in quanto la ferrovia avrebbe dovuto continuare verso Cosenza per poi raggiungere la costa tirrenica: il progetto iniziale però non venne portato a termine; quasi cinquant'anni dopo ne venne realizzato uno che ne ricalcava grossomodo l'idea ma con una linea a scartamento ridotto.
Accanto a quella FS, venne aperta una nuova stazione, denominata Lagonegro FCL, a servizio della linea a scartamento ridotto Lagonegro-Spezzano Albanese gestita dalle Ferrovie Calabro Lucane. Dal punto di vista geografico-ferroviario l'impianto di Lagonegro FCL si trovava compenetrato e a nord rispetto a quello di Lagonegro FS, occupando la parte nord di un vasto piazzale ferroviario ottenuto grazie ad un grande sbancamento verso monte e ad un colossale muro di contenimento del terrapieno verso valle. In due impianti si trovavano quindi di fatto allineati con andamento est-ovest, il piazzale statale era a sud, mentre quello FCL era a nord. I due fabbricati viaggiatori erano praticamente affiancati tra loro, quello FS più voluminoso si trovava a est di quello FCL. Le due stazioni erano servite dalla medesima strada carraia di accesso che scavalcava l'area del piazzale FCL dividendolo di fatto in due parti, una dedita al servizio viaggiatori, l'altra dedicata al servizio merci e ricovero materiale.
La vita della stazione procedette nel corso degli anni senza grossi problemi, con un traffico viaggiatori discreto, anche se fu talvolta chiusa a causa delle continue frane che interessavano la linea e non permettevano ai treni di raggiungere la stazione.
Nel 1978 la stazione ufficialmente perse la sua funzione di interscambio in quanto la ferrovia per Spezzano Albanese venne chiusa, anche se già dal 1952 essa risultava priva di servizi ferroviari. Dal 1987, quando la ferrovia venne chiusa a causa dell'ammodernamento della linea Battipaglia-Potenza, Lagonegro non è stata mai più riaperta. L'impianto al 1999 risultava impresenziato e risultava essere l'unico in tale status sulla linea.

## Strutture e impianti
Nonostante sia chiusa da molti anni, nella stazione sono ancora presenti tre binari passanti, più uno tronco per il servizio passeggeri, serviti tutti da banchina. Inoltre è presente il fascio binari per lo scalo merci con la piattaforma girevole, la rimessa locomotiva e una struttura per i dipendenti FS. L'intera struttura è in stato di abbandono.
È presente anche un fabbricato viaggiatori, che nel corso degli anni aveva subito diversi interventi, è chiuso e inagibile. Lato Sicignano attiguo al fabbricato viaggiatori era presente anche un piccolo fabbricato per i servizi igienici, anch'esso chiuso.

## Movimento
Il movimento ferroviario è sospeso, al suo posto però vi sono autobus sostitutivi che si attestano proprio nel piazzale della stazione, anche se i passeggeri sono davvero pochi, in quanto gli autobus passano anche per il centro della città. Quando la stazione era aperta il traffico era buono, grazie anche all'integrazione con autobus e con la ferrovia FCL.

## Servizi
La stazione disponeva di:
- Biglietteria a sportello
- Sala d'attesa
- Servizi igienici

## Interscambi
La stazione dispone di:
- Fermata autobus